# Cyclichthys
Cyclichthys is een geslacht van straalvinnige vissen uit de familie van egelvissen (Diodontidae). Het geslacht is voor het eerst wetenschappelijk beschreven in 1855 door Johann Jakob Kaup.

## Soorten
De volgende soorten zijn bij het geslacht ingedeeld:
- Cyclichthys hardenbergi (de Beaufort, 1939)
- Cyclichthys orbicularis (Bloch, 1785)
- Cyclichthys spilostylus (Leis & Randall, 1982)